# 장만채
장만채(張萬彩, 1958년 3월 26일~)는 대한민국의 대학교수, 정치인이다.
순천대학교 교수를 지낸 대한민국의 화학자이며, 제5대 순천대학교 총장과 제16·17대 전라남도교육감을 역임하였다.

## 생애
광주제일고등학교와 서울대학교를 졸업하고, 카이스트 대학원 화학과에서 석사, 박사학위를 취득하였다. 1985년부터 순천대학교 재료공학과 조교수로 재직하였고, 1989년엔 순천대학교 자연과학대학 화학과 부교수, 1993년엔 순천대학교 전자계산소 소장, 1994년에는 순천대학교 자연과학대학 화학과 교수, 1999년에는 순천대학교 자연과학대학 학장, 순천 YMCA 이사, 미국 플로리다대학교 교환교수, 일본 분자과학연구소 객원 연구원으로 있었다. 
주민직선제 교육감 선거 출마를 위해 순천대학교 총장직을 사퇴하고 대한민국 제5회 지방 선거에 출마하여 제16대 전라남도 교육청 교육감으로 당선되었다. 이어 제17대 교육감에 재선되었고, 2018년 전남도지사 선거에 출마해 민주당 경선에서 탈락했다. 2021년 21대 총선에 순천광양구례곡성(갑) 선거구에 출마했으나, 민주당의 전략공천으로 고배를 마셨다.
22대 총선에서 순천이 2개 선거구로 분구될 경우 다시 총선에 나설 것으로 전망되고 있으며, 차기 정부에서 교육부장관 후보 물망에도 오르고 있다.

## 논란-순천대 공대이전 등
2008년 6월 순천대 총장 재직시절 공개 광양캠퍼스 건립을 일방적으로 발표해 순천시민의 반발을 샀다. 당시 노관규 시장이 성명를 발표하는 등 반발했고, 순천 전시내에 장만채 총장을 규탄하는 현수막이 걸릴 정도로 순천시민의 반대가 극심했다. 순천대는 글로벌특성화대학 광양캠퍼스를 세워 기존의 순천대와 별도로 새로운 학과를 신설해 연구중심 대학으로 발전시킨다는 방침이었지만, 사실상 순천대를 광양으로 이전하기 위한 술수라고 본 것이다. 이것 때문에 선거에서 상당한 피해를 본 것도 사실일 정도로 순천시민에게 상처를 줬다. 또한 공대 이전 추진으로 순천과 광양 시민간의 대립갈등을 조장하여 지역통합을 저해했다는 책임론에서 자유로울 수 없다는 평가를 받고 있다. 
교육감 선거 당시 순천에 특목고를 건립하겠다는 약속을 했으나, 이행하지 못했다. 전남 동부권에서 특목고로 빠져나가는 학생들이 100여명이 넘는 현실에서 약속을 지킬 것으로 예상했으나, 결국 흐지부지 되고 말았다. 또한 전남창의예술고등학교도 당초 순천에 건립 예정이었으나, 공모로 전환하면서 각종 지원금을 내세운 광양에 설치되고 말았다. 순천시민의 입장에서 볼 때 장만채 전 교육감은 이런 행보가 믿음직스럽지 못하고 약속을 지키지 않는 후보라는 인식을 강하게 스며들게 하였다.

## 학력
- 1970년 광주방림초등학교 졸업
- 1973년 광주무진중학교 졸업
- 1976년 광주제일고등학교 졸업
- 1980년 서울대학교 화학 학사
- 1982년 한국과학기술원 대학원 화학 석사
- 1985년 한국과학기술원 대학원 이학 박사

## 경력
- 1985년 순천대학교 재료공학과 조교수
- 1989년 순천대학교 자연과학대학 화학과 부교수
- 1993년 순천대학교 전자계상소 소장
- 1994년 순천대학교 자연과학대학 화학과 교수
- 1999년 순천대학교 자연과학대학장 / 순천 YMCA 이사 / 미국 플로리다대학교 교환교수 / 일본 분자과학연구소 객원 연구원
- 2006 - 2010년 순천대학교  총장
- 2010 - 2014년 제16대 전라남도교육감
- 2014 - 2018년 제17대 전라남도교육감
- 2018년 더불어민주당 6.13 지방선거 중앙선대위 공동선대본부장
- 2021년 이재명 대통령 경선후보 전남특보단장
- 2022년 제20대 대선 대전환 선대위 전남공동선대위원장
- 2024년 1월 ~ : 새로운미래 합류

## 수상
- 2008년 대한민국 글로벌 경영인 대상(한국일보)
- 2011년 청조근정훈장 수상
- 2016년 국민권익위 소관 부패방지국민운동총연합 선정 "이 시대를 빛낸 청렴인" 대상
- 2019년 (재) 국제언론인클럽 주최 2019 글로벌 자랑스런 세계인 대상

## 전과
- 2012년 순천대 총장 재직시 업무추진비 횡령과 교직원 성과금 부당지급, 특가법상 뇌물수수, 정치자금법 위반 등의 혐의로 구속되었다.(http://www.siminsori.com)
- 2013년 광주지법 순천지원에서 업무상횡령(배임)혐의에 대해서 벌금 1천만원, 정치자금법위반 혐의에 대해 벌금 100만원 등 벌금 1천100만원과 추징금 338만원을 선고했다.
- 2016년 대법원에서 정치자금법 위반으로 벌금 200만원을 확정판결하였다. 업무상 횡령·배임, 뇌물수수, 정치자금법위반 혐의 가운데 업무상 횡령혐의만 유죄로 판단한 원심을 그대로 받아들였다.(장만채 전남교육감 정치자금법 '무죄' 확정…직위유지(종합) (news1.kr)
- 역대 선거 결과

|  | 54.95% |

|  | 56.34% |

## 같이 보기
- 곽노현
- 김상곤
- 민병희
- 장휘국